# Powiat ropczycki (II Rzeczpospolita)
Powiat ropczycki – powiat województwa krakowskiego II Rzeczypospolitej. Jego siedzibą były Ropczyce. 1 sierpnia 1934 dokonano nowego podziału powiatu na gminy wiejskie. Z dniem 1 kwietnia 1937 powiat został zniesiony, a z jego obszaru utworzono Powiat dębicki z siedzibą władz powiatowych w Dębicy.

## Gminy wiejskie w 1934 r.
- gmina Borek Wielki
- gmina Czarna ad Tarnów
- gmina Dębica
- gmina Olchowa
- gmina Paszczyna
- gmina Pilzno
- gmina Ropczyce
- gmina Sędziszów
- gmina Straszęcin
- gmina Wielopole Skrzyńskie

## Miasta
- Dębica
- Ropczyce
- Sędziszów

## Starostowie
- Artur Loret (1923-)[3]
- Tadeusz Celewicz (- lipiec 1933[4])
- Roman Siła-Nowicki